# Maurilio Valpreda
Maurilio Valpreda (Tonco, 22 ottobre 1935) è un ex calciatore italiano, di ruolo difensore.

## Carriera
Cresciuto nella Sampdoria, dopo due stagioni al Rapallo Ruentes (la prima in prestito) gioca per sette anni in Serie B con la maglia del Como totalizzando 114 presenze tra i cadetti.